# جمیل (لیبی)
جمیل (به عربی: الجمیل) یک منطقهٔ مسکونی در لیبی است که در استان نقاط‌الخمس واقع شده‌است. جمیل ۱۰۲٬۰۰۰ نفر جمعیت دارد.